# Österreichische Badmintonmeisterschaft 1982
Die Österreichische Badmintonmeisterschaft 1982 fand vom 13. bis zum 14. März 1982 in St. Pölten statt. Es war die 25. Auflage der Meisterschaften.

## Medaillengewinner
| Disziplin    | Gold                                  | Silber                             | Bronze                              |
| ------------ | ------------------------------------- | ---------------------------------- | ----------------------------------- |
| Herreneinzel | Klaus Fischer                         | Alexander Almer                    | Peter Moritz                        |
| Herreneinzel | Klaus Fischer                         | Alexander Almer                    | Johann Ratheyser                    |
| Dameneinzel  | Hertha Obritzhauser                   | Renate Dietrich                    | Elisabeth Wieltschnig               |
| Dameneinzel  | Hertha Obritzhauser                   | Renate Dietrich                    | Hilde Kreulitsch                    |
| Herrendoppel | Klaus Fischer Heinz Fischer           | Peter Lassinger Peter Kumpfmüller  | Alexander Almer Gerhard Hofer       |
| Herrendoppel | Klaus Fischer Heinz Fischer           | Peter Lassinger Peter Kumpfmüller  | Anton Della Rosa Dietmar Auzinger   |
| Damendoppel  | Elisabeth Wieltschnig Ingrid Potocnik | Hertha Obritzhauser Brigitta Wastl | Brigitte Grünberger Andrea Auzinger |
| Damendoppel  | Elisabeth Wieltschnig Ingrid Potocnik | Hertha Obritzhauser Brigitta Wastl | Renate Dietrich Hilde Kreulitsch    |
| Mixed        | Alexander Almer Hertha Obritzhauser   | Ernst Stingl Renate Dietrich       | Gerhard Hofer Ruth Sonnbichler      |
| Mixed        | Alexander Almer Hertha Obritzhauser   | Ernst Stingl Renate Dietrich       | Peter Moritz Hilde Kreulitsch       |